# Simon Meusburger
Simon Meusburger (* 1974 in Bregenz) ist ein österreichischer Regisseur sowie seit 2007 Direktor und Hausregisseur des Wiener Schubert Theaters.

## Leben
Simon Meusburger wirkt als Regisseur und Theaterdirektor. Im Rahmen der Bregenzer Festspiele beteiligte er sich als Regieassistent an Produktionen wie West Side Story, Der Troubadour und Tosca sowie zuletzt Aida oder Andrea Chénier.
Als Sprechtheater-Regisseur debütierte er mit Krach im Hause Gott (September 2006) am Schubert Theater Wien. Weitere Inszenierungen folgten im selben Haus, etwa Die Glasmenagerie, My Way, Geschlossene Gesellschaft oder das Puppentheater für Erwachsene Schlag sie tot. Als Autor und Regisseur schuf er Becoming Peter Pan – An Epilogue to Michael Jackson und die Filmadaption Freaks.
2012 inszenierte er gemeinsam mit dem Puppenspieler Nikolaus Habjan in einer Aufsehen erregenden Produktion das Leben des Spiegelgrund-Opfers Friedrich Zawrel das Puppenspiel: F. Zawrel – Erbbiologisch und sozial minderwertig.  Am 5. November 2012 wurde die Produktion mit dem Nestroy-Theaterpreis/Beste Off-Produktion ausgezeichnet. Die Inszenierung wird seit 2014 am Wiener Akademietheater sowie am Grazer Schauspielhaus gespielt und ist bei zahlreichen internationalen Festivals zu Gast.
2014 inszenierte er die Adaption von Dirk Stermanns Bestseller 6 Österreicher unter den ersten 5 am Wiener Rabenhof Theater.
Seine Inszenierung der Uraufführung Staatsoperette – Die Austrotragödie (nach dem ursprünglich als Film uraufgeführten Werk von Otto M. Zykan) kam 2016 als Koproduktion mit der Neuen Oper Wien bei den Bregenzer Festspielen zur Premiere.